# William Griffith
William Griffith, född i mars 1810 i Ham, London, död den 9 februari 1845 i Malacka, var en brittisk läkare, naturforskare och botaniker. Hans botaniska publikationer är från Indien och Burma.
Efter en kort tid i Chennai anställdes Griffith som kirurg i Tanintharyiregionen i Burma där han studerade lokala växter och gjorde samlarresor längs Barakfloden i Assam, han forskade längs floderna i olika delar av Burma, Sikkims högländer och regionen runt Shimla. 
Ett flertal arter är uppkallade efter Griffith, bland andra Bulbophyllum griffithii, Euphorbia griffithii, Iris griffithii, Magnolia griffithii och Larix griffithii.
Auktorsnamnet Griff. kan användas för William Griffith i samband med ett vetenskapligt namn inom botaniken; se Wikipediaartiklar som länkar till auktorsnamnet.